# Дуровский сельсовет (Липецкая область)
Дуровский сельсовет — сельское поселение в Добринском районе Липецкой области Российской Федерации.
Административный центр — село Дурово.

## История
Статус и границы сельского поселения установлены Законом Липецкой области от 23 сентября 2004 года № 126-ОЗ «Об установлении границ муниципальных образований Липецкой области»

## Население
| 2010 | 2012 | 2013 | 2014 | 2015 | 2016 | 2017 |
| ---- | ---- | ---- | ---- | ---- | ---- | ---- |
| 754  | ↘746 | ↘714 | ↘685 | ↘665 | ↘639 | →639 |
| 2018 | 2021 |      |      |      |      |      |
| ↘613 | ↘558 |      |      |      |      |      |

## Состав сельского поселения
| № | Населённый пункт        | Тип населённого пункта       | Население |
| - | ----------------------- | ---------------------------- | --------- |
| 1 | Востряковка             | деревня                      | 32        |
| 2 | Дурово                  | село, административный центр | 449       |
| 3 | Натальино               | деревня                      | 90        |
| 4 | Нижнематренские Выселки | деревня                      | 13        |
| 5 | Отскочное               | село                         | 170       |